# 十万人计划
十万人计划，也称为麦克纳马拉的十万人计划、 麦克纳马拉的蠢人或麦克纳马拉的错配，  是美国国防部在1960年代招募士兵的生理或心理医学计划。該计划由美国国防部长罗伯特·麦克纳马拉于1966年10月发起，其主旨为降低征兵标准，征收原本不符合特定心理和生理医疗标准的士兵（包括智力较低者、身体轻度残疾者等），以满足美国政府在越南战争中不断增长的兵源需求。
根据《麦克纳马拉，蠢人：越南战争中的美军低智商士兵》（McNamara's Folly: The Use of Low-IQ Troops in the Vietnam War）一书的作者汉密尔顿·格雷戈里的说法，因该项目而应征入伍的士兵，其死亡率是其他在越南服役且服役后收入较低的美国人的三倍。离婚率也高于非退伍军人。
该项目于1971年12月结束实施，但相关争议持续至今，尤其是在伊拉克战争期间人力短缺的情况下。

## 背景资料

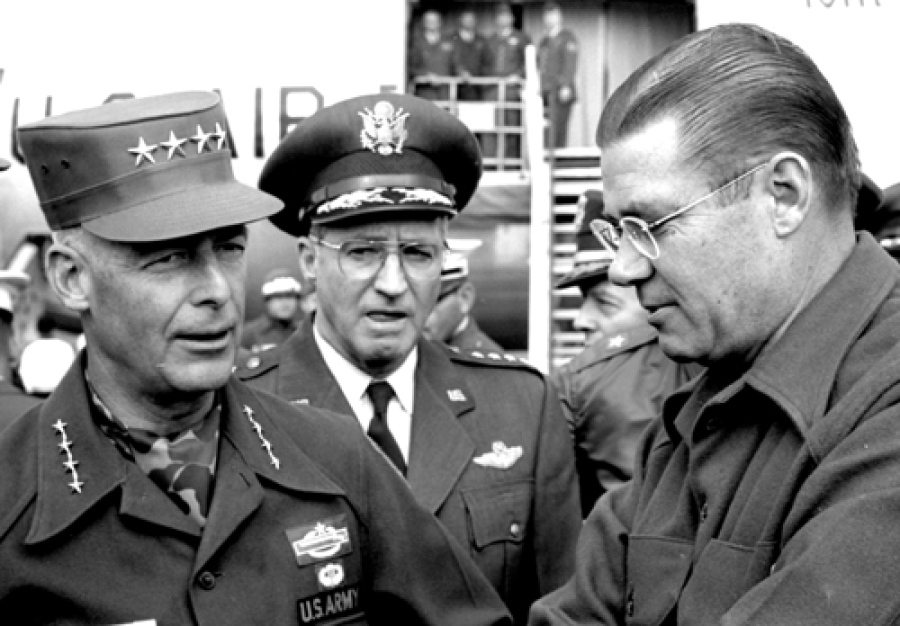
美国国防部长罗伯特 · 麦克纳马拉在访问德国法兰克福莱茵-美因空军基地期间會晤美國駐歐陸軍司令小保罗 · 弗里曼上將。

美軍在不同时期，都招募过低于特定心理和生理医疗标准的軍人。 那些在智力测试中得分较低的人在第二次世界大战期间獲准服役，尽管这一经历最终导致了智商80的法定最低入伍标准。 另一个例子发生在1980年代，原因是军队的职业能力测验出现了错误信息。
到1966年10月，每月征兵人数已连续15个月稳定增长，达到49,300人，是自1951年初朝鲜战争动员高峰期以来的最高水平（当时每月征召80,000人）。 在一系列决定中，美國國防部将入伍所需的美軍资格考试进行下调。 

《麦克纳马拉，蠢人: 越南战争中的美军低智商士兵》一书作者汉密尔顿 · 格雷戈里如此描述麦克纳马拉的心理：
麦克纳马拉是个科技爱好者……他相信他可以通过使用先进的技术和计算机分析赢得越南战争…… 也相信他可以通过使用录像带来提高人的智力。

## 项目
作为对林登·约翰逊总统反贫困战争的响应，他们为未受过教育的人和贫困人口提供培训和机会，應召入伍的人列为“新标准人”（或蔑称为“白痴兵”）。  据报道，通过该计划招募的士兵人数从32万到35.4万不等，其中包括志願役和義務役（分别占54% 和46%）。 美国陆军接收了71%的新兵，其次是海军陆战队10%，海军10%和空軍9%。
“十万人计划”的士兵包括：不会说英语的人群，智力低下的人群、有轻微身体缺陷的人群，以及体重略有超重或不足的人。“十万人计划”还包括一个由“正常”士兵组成的对照组，用于比较与前者的差别。 每一个不同的类别都在士兵的官方人事记录中识别出来，并在征兵合同的第一页上盖上一个大大的红色字母。人力资源办公室必须编写有关报告，每月提交给陆军部。每月的报告没有透露士兵的身份。

## 另请参见
- 身心障礙者徵兵
- 智力和公共政策（英语：Intelligence and public policy）
- 麥納馬拉謬誤
- 阿甘正傳
- 金甲部隊